# Kanton Marcillat-en-Combraille
Kanton Marcillat-en-Combraille (fr. Canton de Marcillat-en-Combraille) je francouzský kanton v departementu Allier v regionu Auvergne. Tvoří ho 13 obcí.

## Obce kantonu
- Arpheuilles-Saint-Priest
- Durdat-Larequille
- La Celle
- La Petite-Marche
- Marcillat-en-Combraille
- Mazirat
- Ronnet
- Saint-Fargeol
- Saint-Genest
- Saint-Marcel-en-Marcillat
- Sainte-Thérence
- Terjat
- Villebret